# 小池惟紀
小池 惟紀（こいけ ありのり、1986年4月16日 - ）は、日本の俳優。島根県出身。身長175cm。体重60kg。靴のサイズ26.5cm。特技はラップ。
かつてはアミューズ所属、劇団プレステージの元劇団員。
2021年4月より、株式会社TAP所属。
2025年、芸名を｢アリノリ｣に変更。

## 人物
- わかもと製薬 強力わかもとを長年愛飲。常に瓶ごと持ち歩き、飲まずに“かみ砕く”スタイル。
- 普段はサングラスをしているが、実は度が入っているため、外すと何も見えなくなってしまう。
- 劇団プレステージではマスコットを担当。
- 常に筋肉ムキムキで、腹筋は割れている
- まじめだが不器用なので、ネット番組の配信中でも話しかけられた人の方を向いて話してしまう。カメラのレンズを見て話すことが目標。
- ラップが得意[1]で、特技を生かして主役に抜擢された。

- 2020年3月31日、契約満了に伴いアミューズを退所、同時に劇団プレステージを退団したことを自身のTwitterアカウントにて発表。[2]

## 出演

### TVドラマ
- 「妄想捜査」（2012年、テレビ朝日）
- 「ディアシスター」第1話（2014年、フジテレビ）
- 「深夜食堂3」（2014年、TBS）
- 「HiGH＆LOW-THE STORY OF S.W.O.R.D」（2015年、日本テレビ）
- 「バイプレイヤーズ」第5話（2017年、テレビ東京）
- 「リバース」第6話（2017年、TBS）
- 「ディアシスター」第1話（2018年、フジテレビ）
- 「世界で一番怖い答え」（2021年、フジテレビ）
- 「ザ！世界仰天ニュース」（2022年、日本テレビ)
- 「ザ！世界仰天ニュース」（2023年、日本テレビ)

### 映画
- 「蜘蛛と拳銃」-主演　（2010年、監督：本田隆一）
- 「TSY」（2011年）
- 「SCOOP」（2016年）
- 「純平、考え直せ」（2018年）
- 「覚悟はいいかそこの女子」（2018年）
- 「政見放送」(2023年)
- 「遺品整理〜広島屋」(2024年)
- ｢そして、優子II｣(2025年)

### 配信ドラマ
- 「THE BAD LOSERS シーズン2」（2021年、監督・脚本：宅間孝行）
- 「極道の紋章レジェンド 第七章」(2022年)

### PV
- DJみそしるとMCごはん「きゅうりのキューちゃん」（2014年、演出:井上涼）[3]
- 有楽町ブランドムービー「新しい有楽町で逢いましょう」(2022年、三菱地所)

### 配信番組
- 「ヒロミ・指原の＂恋のお世話始めました”」（2022年、AbemaTV）

### 舞台
- 定時残業Z 第4回公演「HEIAN MCZ～New Rap Battle Musical～」（2017年1月7日 - 9日、ザムザ阿佐谷）[4][5]
- 分岐型演劇JUNCTION第1弾『スパイスアップ・ナイトパレード』（2017年4月29日 - 5月7日、渋谷 ドクタージーカンズ）[6]
- たけし軍団40周年プロジェクト「ウスバカゲロウな男たち」(2023年3月8日 - 3月12日、新宿シアターサンモール)

#### 劇団プレステージ
- 番外公演「サイキックフライト!〜頑張る7人のエスパーとあと2、3人〜（再演）」（2012年3月2日 - 6日、千本桜ホール）
- 第4回公演「Have a good time?」（2012年8月17日 - 9月2日、千本桜ホール）
- プリン爆弾 of Prestage Project「んざんび君。」（2012年12月7日 - 9日、千本桜ホール）[7]
- 第5回公演「ゴーストレイト」（2013年4月19日 - 29日、CBGKシブゲキ!!）[8]
- 第6回公演「アウタースペース109」（2013年9月25日 - 10月6日、CBGKシブゲキ‼︎）[9]
- 劇団プレステージPreFesプレイボーイ of Prestage Project「トーキョー・タイム・パラドクス」（2013年13日 - 18日、千本桜ホール）[10]
- 第7回公演「ボーンヘッド・ボーンヘッダー」（2014年4月18日 - 29日、CBGKシブゲキ‼︎）[11]
- 第8回公演「ブラックパールが世界を動かす（再演）」（2014年8月20日 - 31日、CBGKシブゲキ‼︎）[12]
- 第9回本公演「WORLD'S ENDのGIRLFRIEND」（2015年2月8日 - 22日、CBGKシブゲキ‼︎）[13]
- 第10回本公演「Have a good time?（再演）」（2015年8月8日 - 9日、森ノ宮ピロティホール / 8月12日 - 23日、紀伊国屋サザンシアター）[14]
- 番外公演「君のそばにいたいのに」（2016年2月12日 - 21日、CBGKシブゲキ!!）[15]
- 第11回本公演「リサウンド～響奏曲～」（2016年9月2日 - 18日、CBGKシブゲキ!!）[16]
- 第12回本公演「URA！URA！Booost」（2017年8月16日 - 27日、紀伊国屋サザンシアター）[17]
- 第1回企画公演「あいつのチョキ」- 河本雷太 役（2018年2月27日-3月6日、千本桜ホール）[18]
- 第13回本公演「ディペンデントデイ〜7人の依存症〜」（2018年8月1日 - 12日、CBGKシブゲキ!!） - 土橋 役[19]
- 第14回本公演「終わり to はじまり」（2018年12月12日 - 23日、CBGKシブゲキ!!） - 小原 役[20]
- 第15回本公演「大地からのレラ!」（2019年9月28日 - 10月6日、CBGKシブゲキ!!） - 小岩（兄） 役[21]
- 第21回本公演「ノロとゴン」（2025年4月24日 - 29日、シアター711） - ボロ 役